# Ievgueni Khrounov
Ievgueni Vassilievitch Khrounov (en russe : Евгений Васильевич Хрунов) est un cosmonaute soviétique, né le 10 septembre 1933 et décédé le 20 mai 2000.
Il fait partie du tout premier groupe de cosmonautes soviétiques, sélectionnés en janvier 1960.

## Biographie
Il est mort à Moscou d'une attaque cardiaque le 20 mai 2000 à l'âge de 66 ans. Il est enterré au cimetière d'Ostankino.

## Vol réalisé
Il réalise un unique vol à bord de Soyouz 5, le 15 janvier 1969, en tant qu'expérimentateur. Avec son coéquipier Alekseï Ielisseïev, il procède à une sortie orbitale pour rejoindre Vladimir Chatalov à bord de Soyouz 4. Il revient sur Terre le 17 janvier 1969.

## Ievgueni Khrounov raconte…
« La prodigieuse brillance de l'espace fut pour moi une surprise. Alexeï Leonov m'avait bien dit que le Soleil était éblouissant là-haut, mais quand je me retrouvai flottant là et que je regardai vers notre vaisseau, je fut si frappé que j'en oubliai que je regardais à travers un filtre épais. Quand j'eus écarté le filtre (ce qui à strictement parler était interdit, mais la tentation était trop forte), le Soleil brilla si fort sur ma droite qu'il me fut impossible de continuer à regarder dans cette direction. »